# Lottie Lucas
Lottie Lucas (* 27. Juli 1992 in Schottland) ist eine Triathletin, die für die Vereinigten Arabischen Emirate startet.

## Werdegang
Die Britin Lottie Lucas war als Jugendliche im Schwimmsport aktiv und startete 2017 bei ihrem ersten Triathlon.
Sie startet seit Januar 2022 als Profi-Triathletin und sie belegte im März in ihrem ersten Rennen als Profi im Ironman 70.3 Dubai den dritten Rang.
Lottie Lucas geht im Triathlon vorwiegend bei Ironman-Rennen auf der Mittel- und Langdistanz an den Start.
Im Juli 2025 wurde die 32-Jährige Zweite im Ironman Vitoria-Gasteiz.
Seit 2025 ist sie  verheiratet. Lottie Lucas lebt in Dubai.

## Sportliche Erfolge
| Datum/Jahr    | Rang | Wettbewerb             | Austragungsort | Zeit     | Bemerkung                                                   |
| ------------- | ---- | ---------------------- | -------------- | -------- | ----------------------------------------------------------- |
| 5. Apr. 2025  | 3    | Challenge Sir Bani Yas | Sir Bani Yas   | 04:28:37 | bei der Erstaustragung hinter Aurélia Boulanger             |
| 26. Apr. 2025 | 2    | Challenge Taiwan Half  | Taiwan         | 04:19:52 | hinter der Schweizerin Alanis Siffert                       |
| 7. Okt. 2023  | 3    | Ironman 70.3 Langkawi  | Langkawi       | 04:20:59 | Ironman 70.3 Asia Pacific Championship                      |
| 11. Juni 2023 | 2    | Ironman 70.3 Warschau  | Warschau       | 04:09:10 |                                                             |
| 26. März 2023 | 3    | Ironman 70.3 Davao     | Davao          | 04:25:10 |                                                             |
| 4. Sep. 2022  | 3    | Ironman 70.3 Poznań    | Posen          |          | bei der Erstaustragung                                      |
| 5. März 2022  | 3    | Ironman 70.3 Dubai     | Dubai          | 03:53:03 | erstes Rennen als Profi; hinter der Deutschen Laura Philipp |
| 2022          | 2    | Ironman 70.3 Augusta   | Augusta        |          |                                                             |
| 3. Feb. 2018  | 7    | Ironman 70.3 Dubai     | Dubai          | 05:30:03 |                                                             |

| Datum/Jahr    | Rang | Wettbewerb              | Austragungsort  | Zeit     | Bemerkung                           |
| ------------- | ---- | ----------------------- | --------------- | -------- | ----------------------------------- |
| 13. Juli 2025 | 2    | Ironman Vitoria-Gasteiz | Vitoria-Gasteiz | 08:59:42 | hinter der Schweizerin Julie Derron |
| 12. Okt. 2024 | 8    | Ironman Malaysia        | Langkawi        | 10:14:39 |                                     |
| 26. Nov. 2022 | 10   | Ironman Israel          | Tiberias        | 09:15:26 | [ 5 ]                               |

(DNF – Did Not Finish)